# Mega Campeonato de AAA
Le Mega Campeonato de AAA ou AAA Mega Championship est un titre mondial de catch, actuellement utilisé par la fédération Asistencia Asesoría y Administración (AAA). 
À l'heure actuelle, le titre connait 21 règnes pour un total de 13 champions différents et a été vacant à Trois reprises.

## Historique
Il a été créé par la AAA le 16 septembre 2007 pour concurrencer l'autre fédération majeure du Mexique Consejo Mundial de Lucha Libre. Il annonce un tournoi pour couronner le premier champion. Les huit participants du tournoi sont El Mesías, La Parka, Kenzo Suzuki, Charly Manson (en), Cibernético, Mr. Niebla, Chessman et El Zorro. Lors de Verano de Escándalo (2007), El Mesías bat Chessman lors de la finale du tournoi et devient le premier Mega champion de la AAA. 

## Historique des règnes
| #   | Champion            | Fois | Date              | Jours | Lieu                                        | Événement                    | Notes |
| --- | ------------------- | ---- | ----------------- | ----- | ------------------------------------------- | ---------------------------- | --- |
| 1.  | El Mesías           | 1    | 16 septembre 2007 | 182   | Guadalajara, Jalisco                        | Verano de Escándalo 2007     | Bat en finale du tournoi Chessman et devient le premier champion. |
| 2.  | Cibernético         | 1    | 16 mars 2008      | 222   | Monterrey, Nuevo León                       | Rey de Reyes 2008            | |
| #   | Vacant              | _    | 24 octobre 2008   | _     | _                                           | _                            | Le titre est devenu vacant à la suite du départ de Cibernético. |
| 3.  | El Mesías           | 2    | 6 décembre 2008   | 189   | Orizaba, Veracruz                           | Guerra de Titanes 2008       | Bat El Zorro dans un Ladder match. |
| 4.  | Dr. Wagner, Jr.     | 1    | 13 juin 2009      | 181   | Mexico                                      | Triplemania XVII             | |
| 5.  | El Mesías           | 3    | 11 décembre 2009  | 91    | Ciudad Madero, Tamaulipas                   | Guerra de Titanes 2009       | |
| 6.  | Electroshock (en)   | 1    | 12 mars 2010      | 86    | Santiago de Querétaro, Querétaro de Arteaga | Rey de Reyes 2010            | Match qui incluait également Mr. Anderson. |
| 7.  | Dr. Wagner, Jr.     | 2    | 6 juin 2010       | 182   | Mexico                                      | Triplemania XVIII            | |
| 8.  | El Zorro            | 1    | 5 décembre 2010   | 195   | Zapopan, Jalisco                            | Guerra de Titanes 2010       | |
| 9.  | Jeff Jarrett        | 1    | 18 juin 2011      | 274   | Mexico                                      | Triplemania XIX              | |
| 10. | El Mesías           | 4    | 18 mars 2012      | 259   | Zapopan, Jalisco                            | Rey de Reyes 2012            | [ 2 ] |
| 11. | El Texano Jr.       | 1    | 2 décembre 2012   | 735   | Zapopan, Jalisco                            | Guerra de Titanes 2012       | Plus long règne pour ce titre. |
| 12. | Alberto El Patrón   | 1    | 7 décembre 2014   | 337   | Zapopan, Jalisco                            | Guerra de Titanes 2014       | [ 3 ] |
| #   | Vacant              | _    | 9 novembre 2015   | _     | _                                           | _                            | Le titre est rendu vacant à la suite du retour d'Alberto El Patrón à la WWE, l'empêchant ainsi de défendre son titre.                                                               |
| 13. | El Texano Jr.       | 2    | 23 mars 2016      | 361   | San Luis Potosí, San Luis Potosí            | Rey de Reyes 2016            | En battant El Mesías en finale du tournoi. |
| 14. | Johnny Mundo        | 1    | 19 mars 2017      | 313   | Monterrey, Nuevo León                       | Rey de Reyes 2017            | En battant El Texano Jr. et El Hijo del Fantasma dans un Three Way Match où le AAA Latin American Championship et le AAA World Cruiserweight Championship étaient également en jeu. |
| 15. | Rey Wagner          | 3    | 26 janvier 2018   | 128   | Mexico                                      | Guerra de Titanes 2018       | |
| 16. | Jeff Jarrett        | 2    | 3 juin 2018       | 83    | Monterrey, Nuevo León                       | Verano de Escándalo 2018     | Match qui incluait également Rey Mysterio Jr.. |
| 17. | Fénix               | 1    | 25 août 2018      | 420   | Mexico                                      | Triplemania XXVI             | Match qui incluait également Brian Cage et Rich Swann. |
| 18. | Kenny Omega         | 1    | 19 octobre 2019   | 765   | Orizaba, Veracruz                           | Héroes Inmortales XIII       | [ 7 ] |
| #   | Vacant              | _    | 22 novembre 2021  | _     | _                                           | _                            | Abandonné en raison de blessures subies par Omega, ce qui l'aurait empêché de défendre le titre à Triplemanía Regia II.                                                             |
| 19. | El Hijo del Vikingo | 1    | 4 décembre 2021   | 833   | Monterrey, Nuevo León                       | Triplemanía Regia II         | Match qui incluait également Bandido, Bobby Fish, Jay Lethal et Samuray del Sol pour le titre vacant.                                                                               |
| #   | Vacant              | _    | 16 mars 2024      | _     | _                                           | _                            | El Hijo del Vikingo a annulé le titre en raison d'une blessure. |
| 20. | Nic Nemeth          | 1    | 27 avril 2024     | 112   | Monterrey, Nuevo León                       | Triplemanía XXXII: Monterrey | En battant Alberto El Patrón pour le titre vacant. |
| 21. | Alberto El Patrón   | 2    | 17 août 2024      | 209+  | Mexico                                      | Triplemanía XXXII: Mexico    | |

## Règnes combinés
Au 14 mars 2025
|  | Travaille toujours à la AAA |

| Rang | Catcheurs                  | Nombre de règnes | Jours combinés |
| ---- | -------------------------- | ---------------- | -------------- |
| 1.   | El Texano Jr.              | 2                | 1096           |
| 2.   | El Hijo del Vikingo        | 1                | 833            |
| 3.   | Kenny Omega                | 1                | 765            |
| 4.   | El Mesías                  | 4                | 721            |
| 5.   | Dr. Wagner, Jr./Rey Wagner | 3                | 491            |
| 6.   | Fénix                      | 1                | 420            |
| 7.   | Alberto El Patrón          | 2                | 546+           |
| 8.   | Jeff Jarrett               | 2                | 357            |
| 9.   | Johnny Mundo               | 1                | 313            |
| 10.  | Cibernético                | 1                | 222            |
| 11.  | El Zorro                   | 1                | 195            |
| 12.  | Nic Nemeth                 | 1                | 112            |
| 13.  | Electroshock (en)          | 1                | 86             |